# Bella Morte
Bella Morte é uma banda americana de rock gótico formada em 1996 em Charlottesville, Virgínia. De acordo com Andy Deane, o nome foi escolhido para "sugerir que a beleza pode ser encontrada na tragédia", que é um tema gótico e que ocorre em quase todos os álbuns da banda.

## Membros

### Actuais
- Andy Deane – vocais
- Tony Lechmanski –  guitarra
- Tony Pugh –  baixo
- Jordan Marchini –  bateria
- Micah Consylman –  sintetizador

### Fundadores
- Chris "Frizzle" - guitarra
- Gopal Metro – baixo
- Bn Whitlow - guitarra

## Discografia
- 1996 - Remorse (demo)
- 1998 - The Pink and The Black (compilação)
- 1998 - The Unquiet Grave Vol1 (compilação)
- 2000 - Where Shadows Lie
- 2000 - Music from the Succubus Club - Vampire: The Masquerade (compilação)
- 2000 - Dancing Ferret Discs (compilação)
- 2001 - The Death Rock EP (EP)
- 2001 - A Gothic-Industrial Tribute to Smashing Pumpkins   (compilação)
- 2002 - The Quiet
- 2002 - The Death Rock EP (EP)
- 2002 – Remains (re-lançamento)
- 2004 - As the Reasons Die
- 2006 - Songs for the Dead
- 2006 - Bleed the Grey Sky Black
- 2008 - Beautiful Death
- 2011 - Before the Flood